# 犬小芽胞菌
犬小芽胞菌又稱犬小孢子菌，是小孢癬菌屬下的一種真菌，分布於全球，是造成皮膚感染的重要病源菌之一，對毛髮有高度感染力，主要感染貓、狗等寵物，但也可以對人類造成感染。

## 形態與培養
犬小芽胞菌的菌絲具有隔膜，可產生大分生孢子與小分生孢子，大分生孢子是犬小芽胞菌最明顯的特徵之一，為梭形，由6-15個細胞組成，其上有不均勻的小刺或瘤狀物，外部呈粗糙狀並有厚壁結構，大小為35-110乘12-25微米。小分生孢子的數量則較少，為單細胞，形狀為棒狀或梨形。
在沙鮑弱氏瓊脂（一種常見的真菌培養基）中，犬小芽胞菌生長快速，於攝氏25度培養下約七天就可長成直徑3-9公分的菌落。菌落呈毛狀或棉狀，平坦或有少許溝槽。顏色從正面看為白色至淡黃色，從反面看為深黃色至黄橙色。

## 感染與治療
犬小芽胞菌可感染人類的頭髮，造成頭癬，也可感染寵物的毛髮。其主要的宿主是貓、狗等寵物，貓狗也是犬小芽胞菌造成人類感染的主要來源，犬小芽胞菌造成的頭癬通常由黑光燈的紫外線激發螢光來診斷。犬小芽胞菌對寵物造成的感染非常嚴重，以台灣地區為例，從貓、狗身上分離的皮膚病菌種大部分都是犬小芽胞菌，台北地區貓的皮膚感染更幾乎全部是犬小芽胞菌造成。且因抗真菌劑的濫用，已初步確定犬小芽胞菌對某些抗生素產生了抗藥性，更增加治療上的困難，目前已有發展疫苗作為預防對策。
另外，在極少數的個案中，犬小芽胞菌會感染免疫不全的宿主，造成足菌腫的症狀（屬皮下感染）。